# Gibalbín
Gibalbín es una barriada localizada en el municipio de Jerez de la Frontera, provincia de Cádiz, Andalucía, España. Está localizada a unos 30 Kilómetros, al noreste, del núcleo urbano de Jerez lindando con la provincia de Sevilla, en la carretera provincial 4102 que enlaza la A-382, en el kilómetro 3, con la N-IV en el cruce de Las Cabezas de San Juan. Situado en plena campiña se halla entre las localidades de Arcos de la Frontera y El Cuervo de Sevilla. Se emplaza a lo largo -algo más de 2 km- y a ambos lados, de la cañada denominada de Espera o Gibalbín.

## Población
En 2014 contaba con 631 habitantes, la mayoría dedicados a labores agrícolas.

La baja tasa de natalidad y la emigración de los jóvenes por la falta de perspectivas económicas en la última década ha producido que la población actual está envejecida.

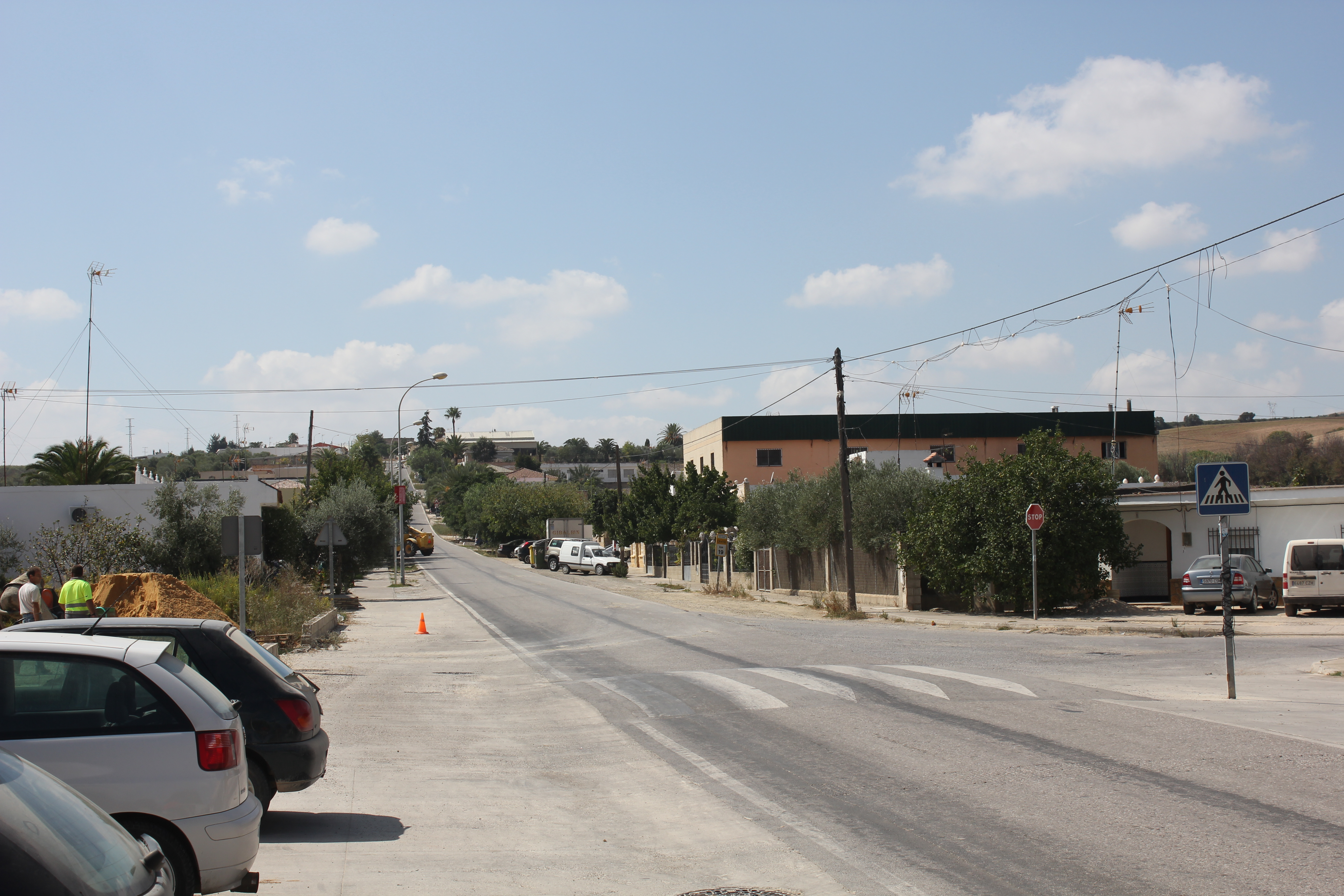
Calle de Gibalbín

## Historia

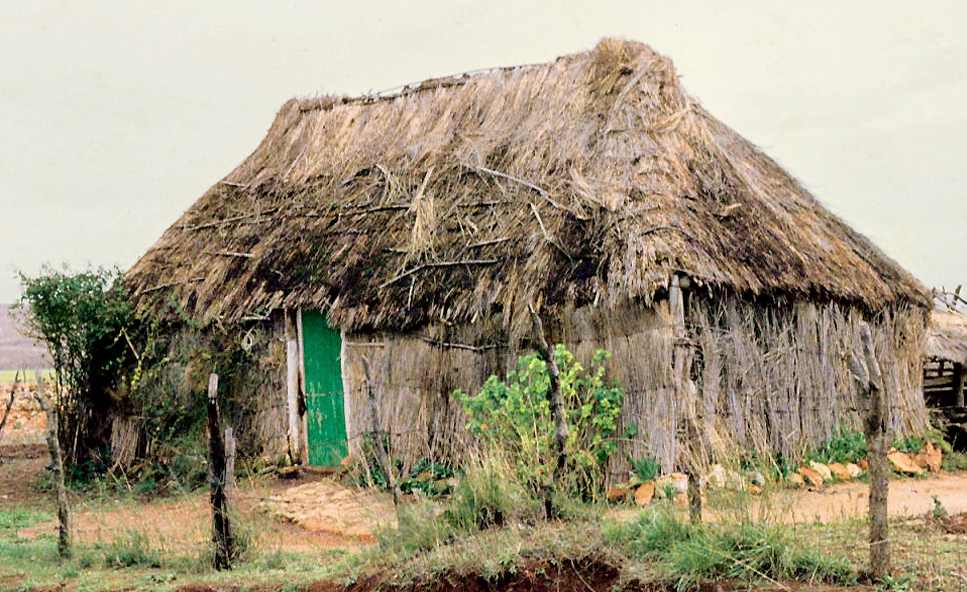
Choza en los años 80

La historia de Gibalbín está muy vinculada a la sierra donde, en cuya vertiente este, se halla asentado y de donde recibe su nombre: sierra de Gibalbín

### Prehistoria
La estratégica posición de este lugar pudo posibilitar su hábitat desde tiempos remotos, más cuando durante largo período en sus alrededores el terreno era de marisma y por ello hostil al asentamiento humano. Las cavidades del terreno, que aquí se ofrecen de modo natural dada la composición calcárea de los suelos, debieron estar ocupadas por las primeras poblaciones paleolíticas.

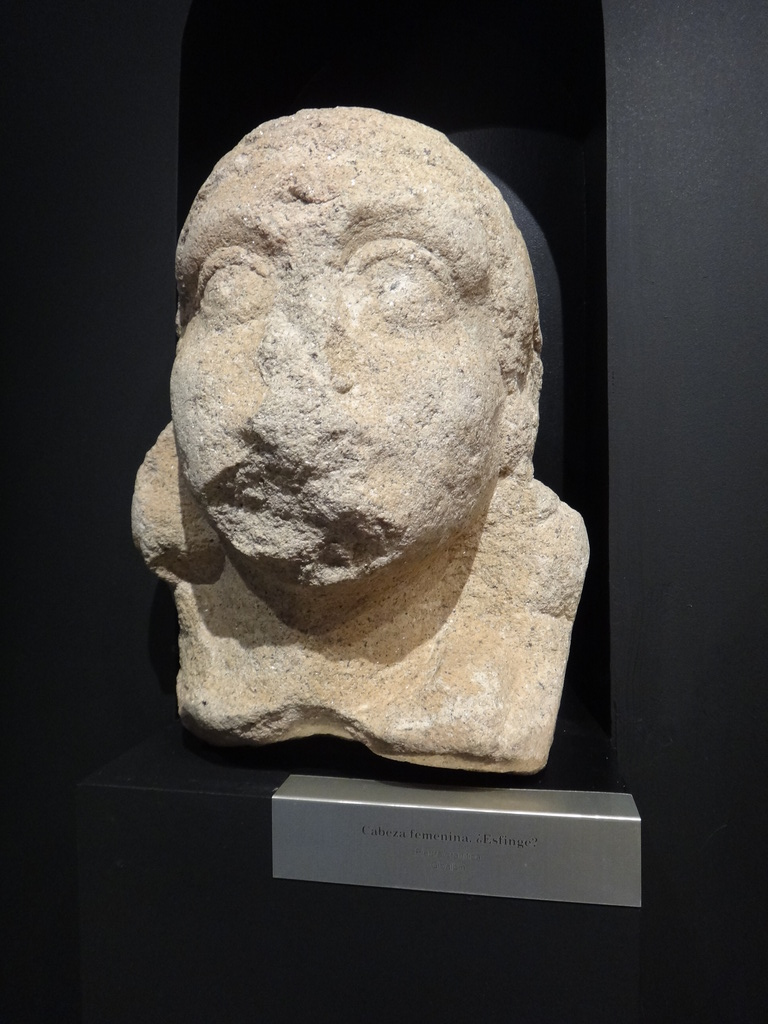
Restos romanos

### Edad Antigua
Existen estudios que apuntan a la posibilidad de que Gibalbín fuera la precursora de la actual Jerez de la Frontera y capital del Reino de Tartessos.

### Dominación romana
En los alrededores de la sierra se han descubierto cuatro villas romanas: Romanina alta, Haza de la Torre, Fuente Salud y La Isleta
Algunos autores, como Montero Vítores localizan en el entorno de la población la antigua Ceret. En este sentido, una inscripción romana encontrada en el yacimiento arqueológico de Gibalbín parece apuntar a la existencia de al menos dos ciudades diferenciadas en la zona

### Medievo
Según que arabista el topónimo Gibalbín o Gibralbir debería descomponerse en Gibral, que puede significar monte, y en Bir, que puede significar pozo; así podemos tener "montaña del pozo o del agua", o bien, "Sierra de Gibelvir suena monte grande". 
Al menos desde la época musulmana, el valor estratégico que la Sierra de Gibalbín jugó dentro del sistema defensivo de la zona queda atestiguado. Esta situación tuvo que mantenerse, muy probablemente, bajo la dominación cristiana, al menos durante los años difíciles y duros de la frontera granadina. Precisamente es de factura almohade el Castillo de Gibalbín, cuyos restos han llegado a la actualidad.
La Sierra de Gibalbín jugó un papel destacado durante la década de 1274-1284, cuando los invasores benimerines realizaron múltiples correrías por la comarca jerezana. Así, durante el asalto de Jerez, «Abu ‘Ah llegó hasta la Sierra de Gibalbín en donde acampó hasta la tarde». Desde esta sierra se realizaron expediciones punitivas por toda la comarca, llegando incluso hasta las inmediaciones de Carmona.

### Finales delsigloXIXhasta la actualidad

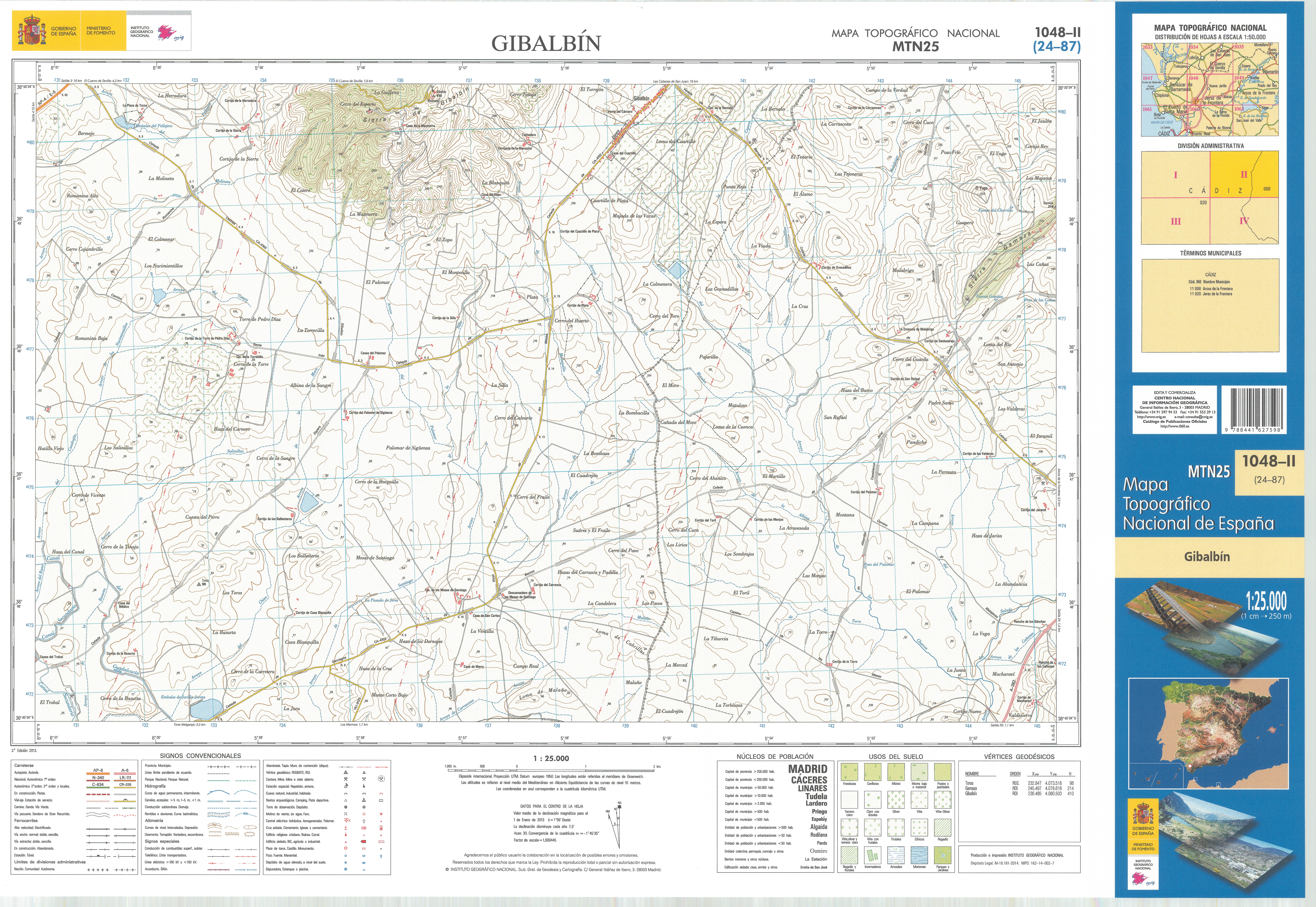
Mapa

Los primeros asentamientos en esta zona se produjo por existencia de trabajo en las fincas existentes en su contorno y la distancia que hay desde ésta a la zona poblada más próxima, por lo que tuvieron que ingeniárselas en principio construyendo chozas. La población aumentó con la consecución de la Guerra Civil debido al asentamiento de trabajadores provenientes de Espera, Arcos de la Frontera y Lebrija empleados por los cortijos de la zona (La Bernala, Plata o la Blanquita). Los chozos de pajas fueron evolucionando hasta hoy en día dando lugar construcciones de tipo adosados con azotea, chalets, unifamiliares aisladas y algún dúplex.

## Instalaciones y servicios
Cuenta con un colegio de Educación Infantil y Primaria (CEIP Gibalbín), en el que se imparten clases de educación infantil, primaria. Es el único colegio de la localidad de su mismo nombre.

Gibalbín también cuenta con un consultorio médico, iglesia, una oficina bancaria, una panadería/ pastelería, restaurante “La Choza” y un campo de fútbol.
Puedes llegar a Gibalbín a través de la línea de autobús de pedanías P-4 que conecta Gibalbín con Jerez de la Frontera.

## Fiestas y actos culturales
- Romería de Nuestra Sra. del Castañar que se celebra el último fin de semana de abril.
- En agosto se celebra la Feria de Gibalbín, con actividades organizadas por la asociación vecinal.[11]
- En Navidad, la Cabalgata de los Reyes Magos.[8]

## Gastronomía
Hay gran variedad de platos típicos, entre los que destaca la sopa de espárragos, carnes de caza, conejos y pollos de campo.